# Général Slim
Pour les articles homonymes, voir Famille Slim.
 (juillet 2012).
Le général Slim ou Sélim, né au début du XIXe siècle sur l'île de Chios et décédé vers 1881 à Tunis, est un homme politique tunisien.

## Origine et formation
Kafkalas, d'origine grecque, est vendu au marché aux esclaves d'Istanbul à un riche marchand djerbien qui l'offre au bey de Tunis au début du XIXe siècle. Introduit au sérail du Bardo, où il s'instruit et s'accoutume aux us et coutumes tunisiennes, il porte désormais le nom de Slim.

## Carrière
Slim poursuit une brillante carrière militaire et politique sous les règnes d'Ahmed Bey, Mohammed Bey et Sadok Bey : il est promu commandant de la garnison de Tunis (bach agha de Tunis) en 1846 puis chef de la police (rais majlis dhabtiya) en 1860. Il est ensuite désigné caïd-gouverneur de l'Arad, soit la région de Gabès.
Durant l'insurrection de 1864, il est contraint de remettre aux Fraichiches et aux Madjers l'argent collecté auprès des contribuables citadins de Gabès. Face à la pression exercée par les rebelles, il doit également abandonner son camp.
Entre 1878 et 1882, il assume la charge de ministre de la Guerre, devenant le dernier titulaire de ce poste supprimé par l'avènement du protectorat français.

## Descendance
D'origine grecque modeste, la famille Slim s'intègre parfaitement à la société tunisienne et devient l'une des familles aristocratiques de Tunis. Les descendants du général poursuivent des carrières importantes dans l'administration beylicale et deux de ses arrière-petits-fils militent au sein du Néo-Destour et sont honorés par des fonctions importantes : Mongi Slim à la fin du régime husseinite puis sous la république et Taïeb Slim sous la république.